# Turchányi Ödön
Turcsányi és terestyénfalvi Turchányi Ödön (Egyháznagyszeg, 1848. július 4. – 1927. március 18.) az Érsekújvári járás főszolgabírója, Nyitra vármegye alispánja.

## Élete

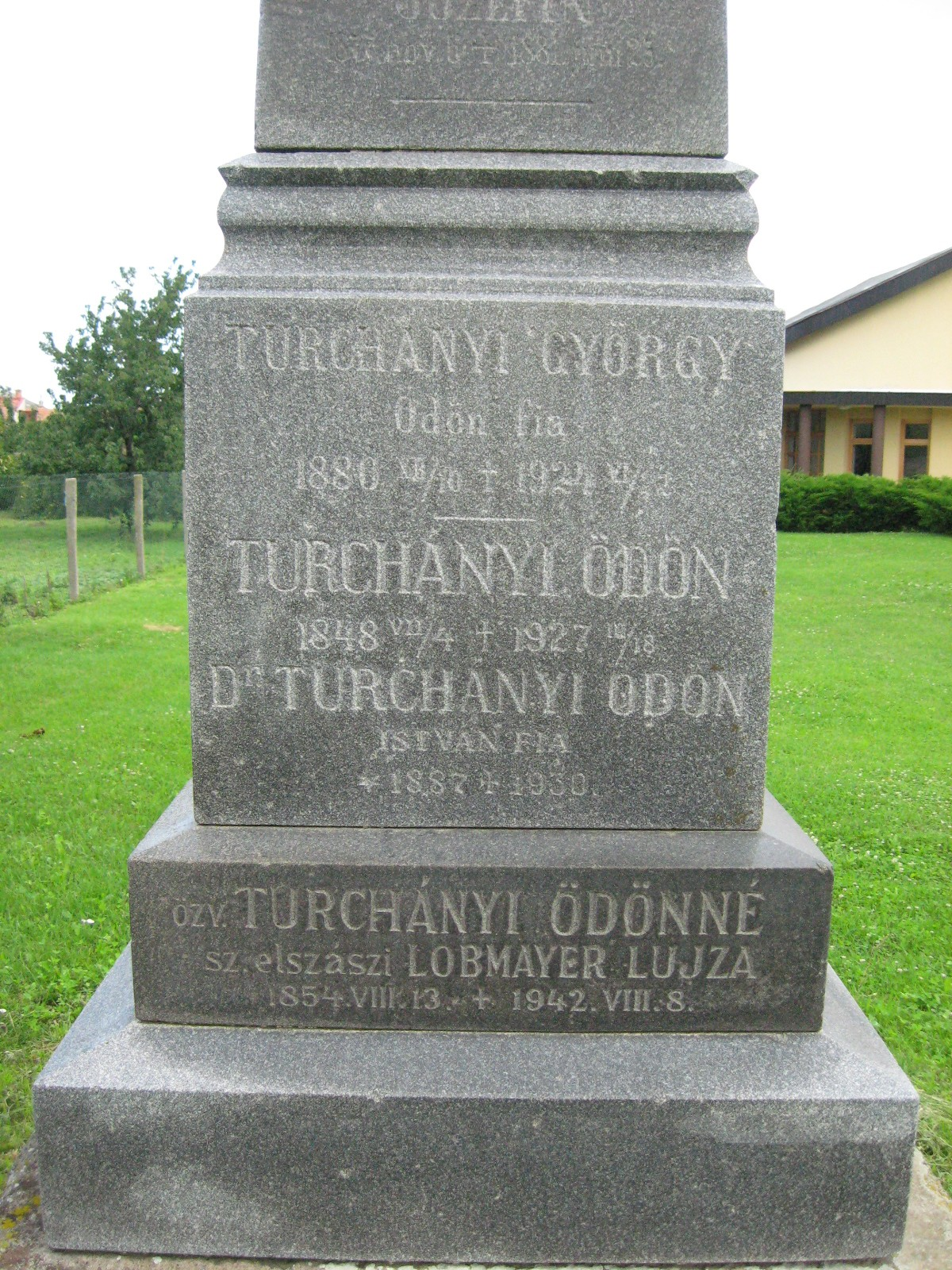
Sírja Egyháznagyszegen

Turchányi György főszolgabiró és nemes-miticzi Jaross Albertine fia.
A nagysurányi színház alapításában és építésében vett tevékenyen részt.
Markhot Gyula főispán Steiner Gyula helyett őt nevezte ki alispánnak (1906).
Felesége elszászi Lobmayer Lujza (1854-1942) volt.

## Művei
- 1904 Turchanyi és Terestyénfalvi Turchányi család leszármazása. Érsekujvár.
- 1914 Turchányi (Turcsányi és teresztényfalvi). In: Családtörténeti jegyzetek